# Clément Launay
Clément Launay, né le 5 août 1901 dans le 8e arrondissement de Paris et mort le 26 octobre 1992 dans le 5e arrondissement de Paris, est un médecin pédiatre français, grand-père maternel de Jérôme Garcin. Comme médecin, il se spécialise en médecine d'enfants puis en neuro-psychiatrie d'enfants. Il était aussi chef de service à l'hôpital Hérold de Paris, professeur à la Faculté de médecine de Paris et membre de l'Académie nationale de médecine.

## Publications
- Précis de médecine infantile, Paris, Masson, 1948.
- L'adoption' : ses données médicales et psychosociales, Paris, ESF, 1954.
- L'hygiène mentale de l'écolier de 6 à 10 ans, Paris, PUF, 1959.
- L'énergie mentale de l'écolier, Paris, PUF, 1959.
- Clément Launay et Suzanne Borel-Maisonny (éd.), Les troubles du langage, de la parole et de la voix chez l'enfant, Paris, Masson, 1964.
- Clément Launay et C. Davy, Les enfants difficiles dans l'exercice journalier de la médecine praticienne, Paris, Librairie Maloine, 1969.
- Monographie Choay, in Dislexie, no 7, 1970.